# Äkta vallört
Äkta vallört (Symphytum officinale) är en art i familjen strävbladiga växter.
Denna växt är ej ursprunglig i Sverige, utan har förvildats från import för försök med nya djurfoder.

## Beskrivning
Växten är en flerårig ört med utlöpare och är beståndsbildande, oftast upprätt och till en meter hög. Styvt och vasst borsthårig över hela plantan, ibland nästan kal upptill. Stjälken är vingkantad. Bladen blir 30–60 × 10–20 cm, spetsigt äggrunda, de nedre bladen är skaftade medan stjälkbladen är oskaftade med långt nedlöpande bladbas.
Blommar juni — juli. Blommorna kommer i toppställda, ensidiga knippen. Kronorna är blekt gulaktiga, blekt rosa till purpur eller purpurröda, cirka 1,5 cm långa. Foderflikarna är fem, spetsiga. Ståndarna har korta breda strängar som är bredare än knapparna. Delfrukterna är spetsigt äggrunda, släta, blanka och svarta.
Kromosomtal 2n = 36.

## Underarter
Två underarter har beskrivits:
- Symphytum officinale subsp. officinale (A.Kern.) Nyman, 1881 — är tätt strävhårig över hela plantan.
- Symphytum officinale subsp. uliginosum (A.Kern.) Nyman, 1881 — är kal på plantans övre delar, bortsett från glesa hår. Förekommer i Rumänien, Ukraina och Ungern.

## Hybrider
- Symphytum × foliosum Rehman, 1868
  - Synonymer:
Symphytum × wettsteinii Sennholz, 1888.
Symphytum × zahlbruckneri G.Beck., 1893.
  - Föräldrar: Symphytum officinale L. × Symphytum tuberosum L.
- Symphytum × hidcotense P.D.Sell, 2009
  - Föräldrar: Symphytum asperum Lepech. × Symphytum grandiflorum DC. × Symphytum officinale L.
  - Annan härledning: Symphytum grandiflorum DC. och Symphytum × uplandicum Nyman
- Symphytum × hyerense Pawł., 1971
  - Föräldrar: Symphytum floribundum Shuttlew. ex Buckn. × Symphytum officinale L.
- Symphytum × perringianum P.H.Oswald & P.D.Sell
  - Föräldrar: Symphytum asperum Lepech. × Symphytum officinale L. × Symphytum orientale L.
  - Annan härledning: Symphytum orientale L. och Symphytum × uplandicum Nyman
- Uppländsk vallört, Symphytum × uplandicum Nyman, 1855.
  - Föräldrar: fodervallört, Symphytum asperum Lepech. och äkta vallört (denna artikel).
Hybriden är vanligare än föräldraarterna.
  - Synonymer
Symphytum asperum Lepech. × officinale L.
Symphytum uplandicum Nym.
Symphytum peregrimum J.D.Hook. auct.
Symphytum coeruleum Peitm. ex Thell., 1907
Symphytum × densiflorum Buckn., 1912
Symphytum × discolor Buckn., 1912
Symphytum × lilacinum Buckn., 1912
Symphytum officinale f. rakosiense Soó, (år?)
Symphytum × rakosiense (Soó), 1941
Symphytum × uplandicum nothof. coeruleum (Petitm. ex Thell.). 2009
Symphytum × uplandicum nothof. densiflorum (Buckn.). 2009.
Symphytum × uplandicum nothof. discolor (Buckn.). 2009
Symphytum × uplandicum nothof. lilacinum (Buckn.). 2009

## Habitat
Äkta vallört förekommer i Europa och Turkiet samt österut till Kaukasus, västra Sibirien och Centralasien.
I Sverige i vägkanter från Skåne och norrut till Gästrikland.

### Utbredningskartor
- Norden 
  - Symphytum x uplandicum
- Norra halvklotet 
  - Ej ursprunglig i Nordamerika

## Biotop
Kulturpåverkad mark.

## Etymologi
- Symphytum härleds från grekiska symfyein = växa ihop, vilket syftar på växtens användning som läkeväxt vid benbrott.
- Artepitetet officinale härleds från latin officina, som betyder verkstad. I detta fall avses apotek i betydelsen verkstad för beredning av medicinska preparat.

## Bygdemål
| Namn     | Syftning       | Referens | Förklaring                                                         |
| -------- | -------------- | -------- | ------------------------------------------------------------------ |
|          |                |          |                                                                    |
| Benvälla | Läker benbrott | [ 1 ]    | Välla är ett urgammalt ord, som betyder att sammanfoga Se Vällning |

## Medicinsk användning
Vallört har traditionellt använts som läkeört: tillredningar invärtes mot diarré och blodspottning; utvärtes för behandling av ben, brosk och vävnader. Anses hjälpa vid värk i leder och muskler, eksem, svårläkta sår, akne, brännskador, skavsår med mera. Vallört används därför alltjämt inom alternativmedicin.
Äkta vallört innehåller bland annat slemämnen, garvämnen och allantoin, C4H6N4O3. Allantoin är en sårläkande och inflammationshämmande substans, som alltså är ett verksamt ämne vid behandling av ovannämnda sjukdomstillstånd.

## Bilder

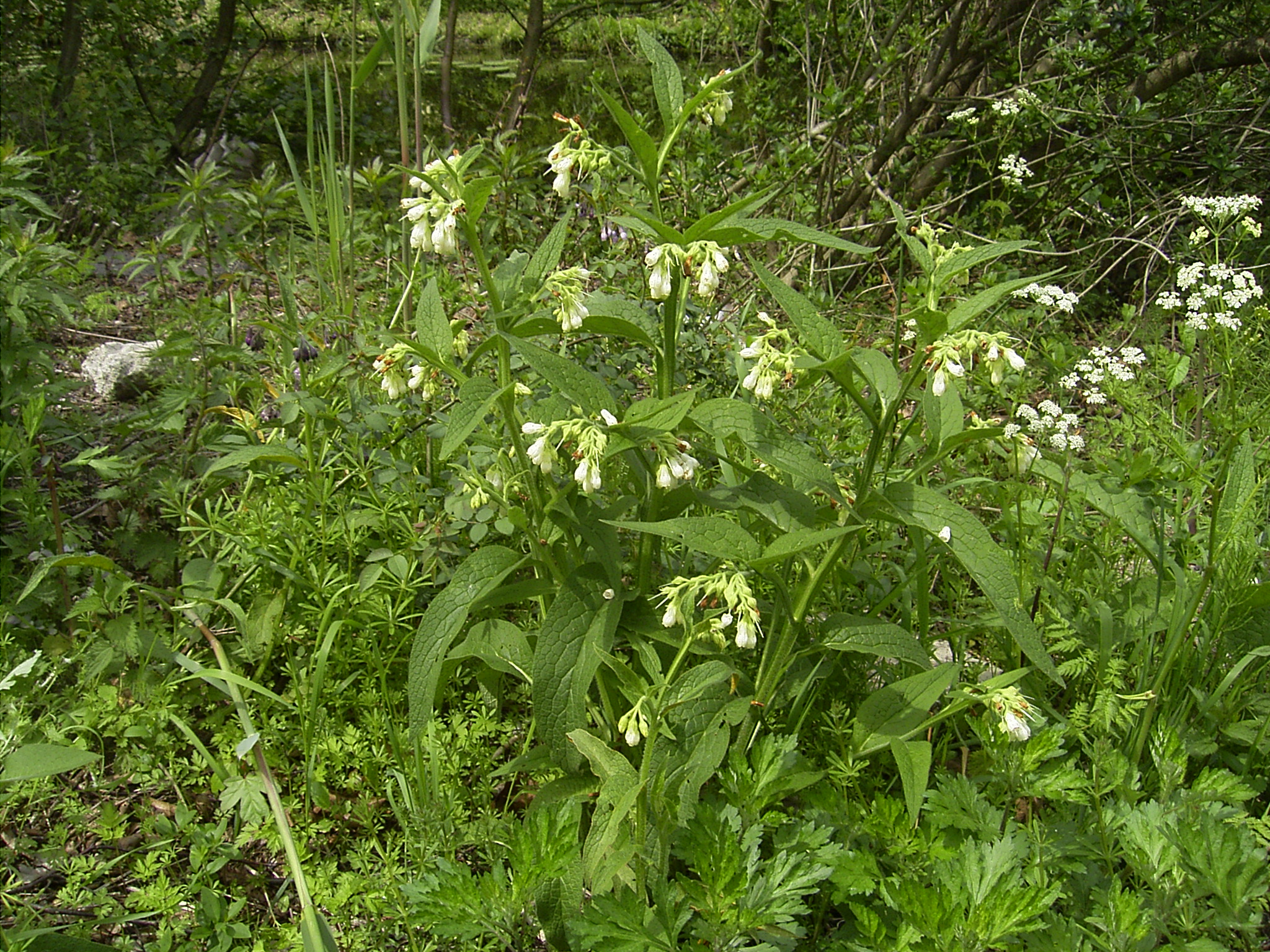
Habitat
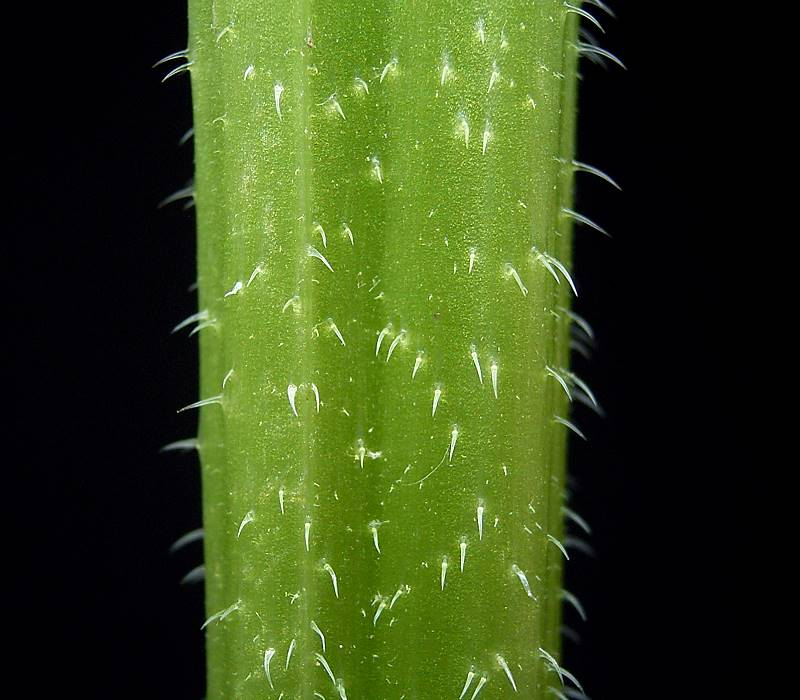
Stjälkhår
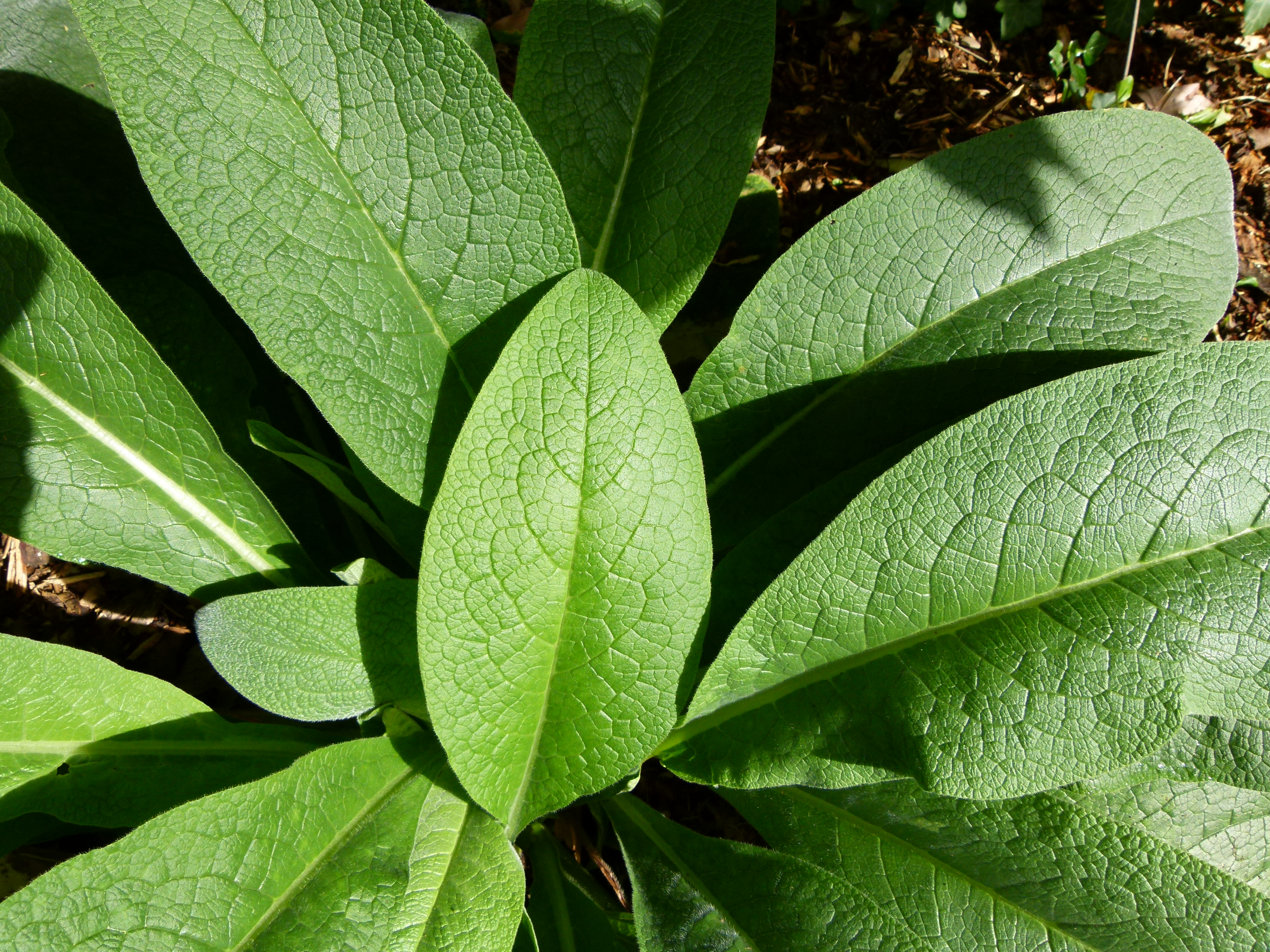
Blad
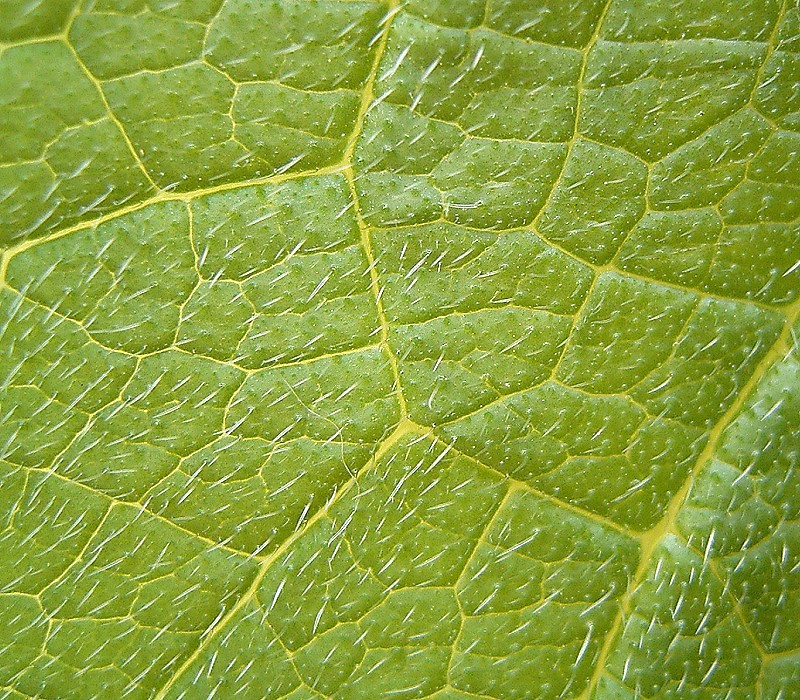
Blad Förstoring av ovansida
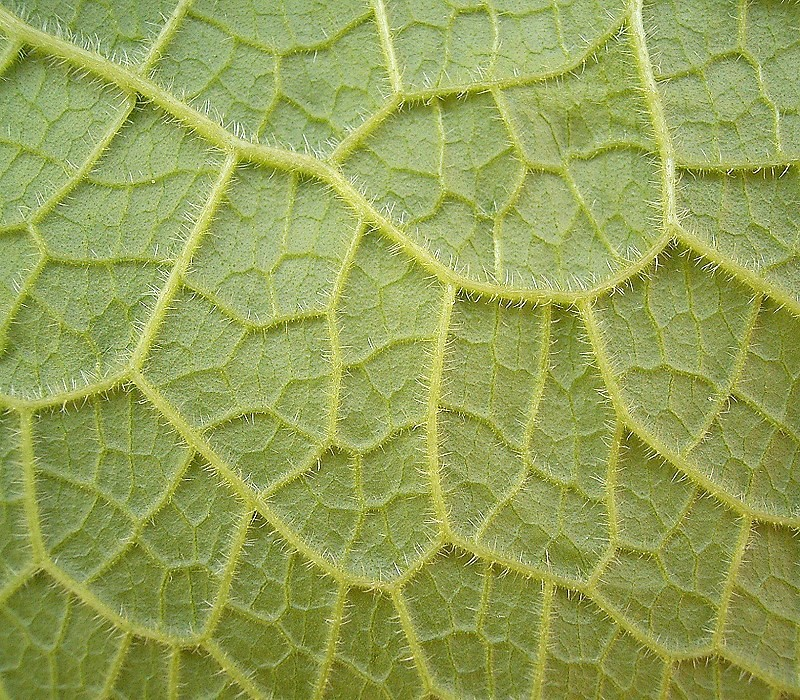
Blad Förstoring av undersida
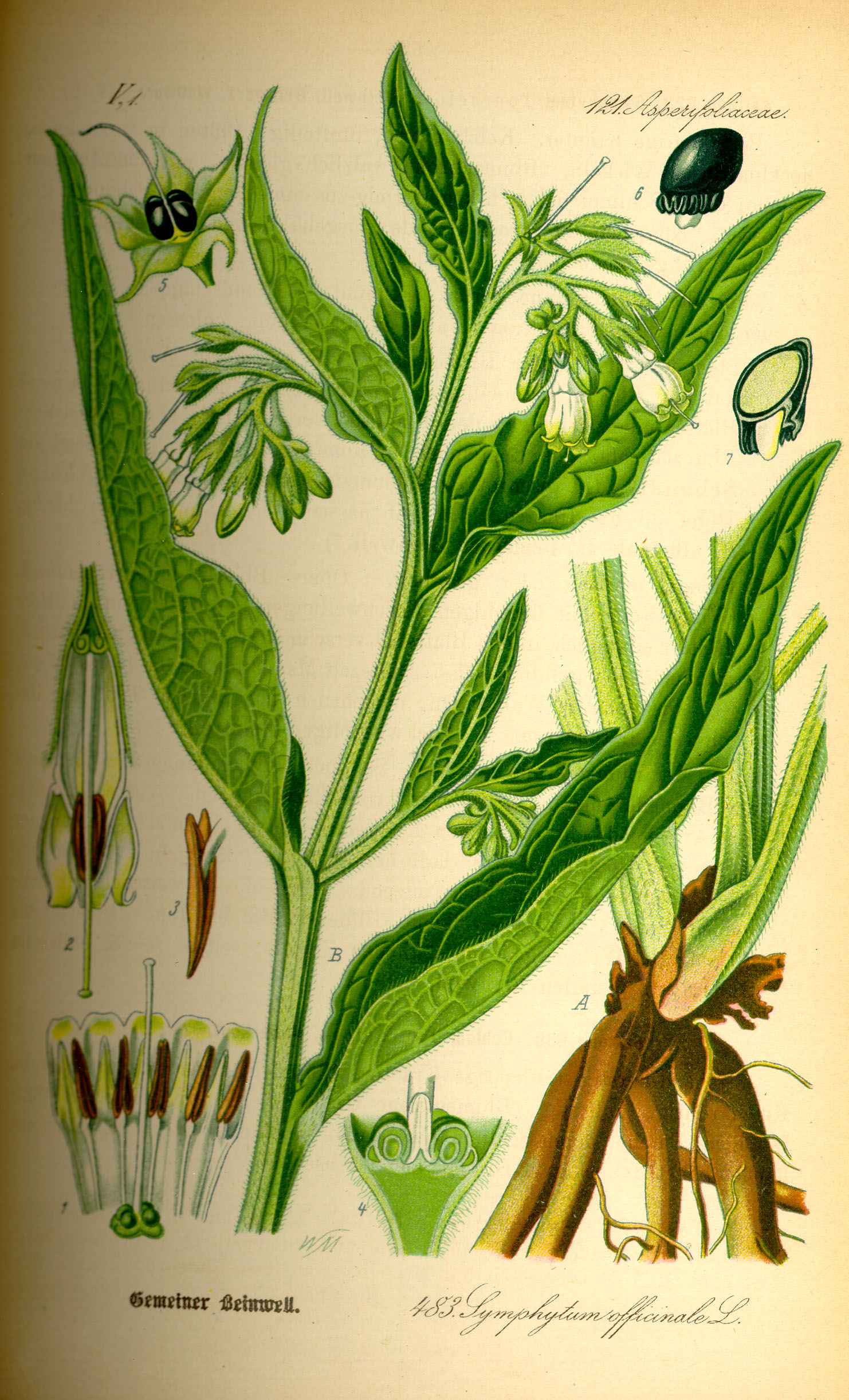
Symphytum officinale
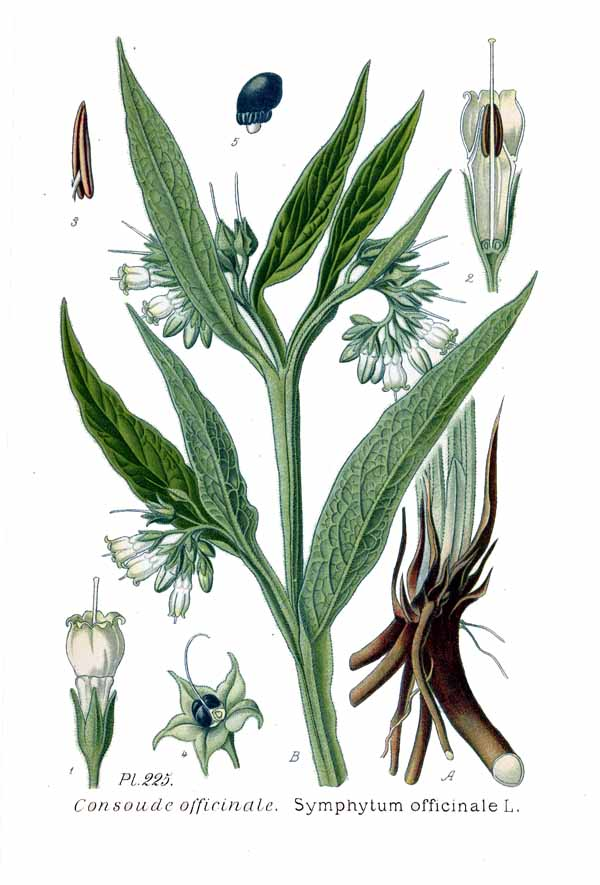
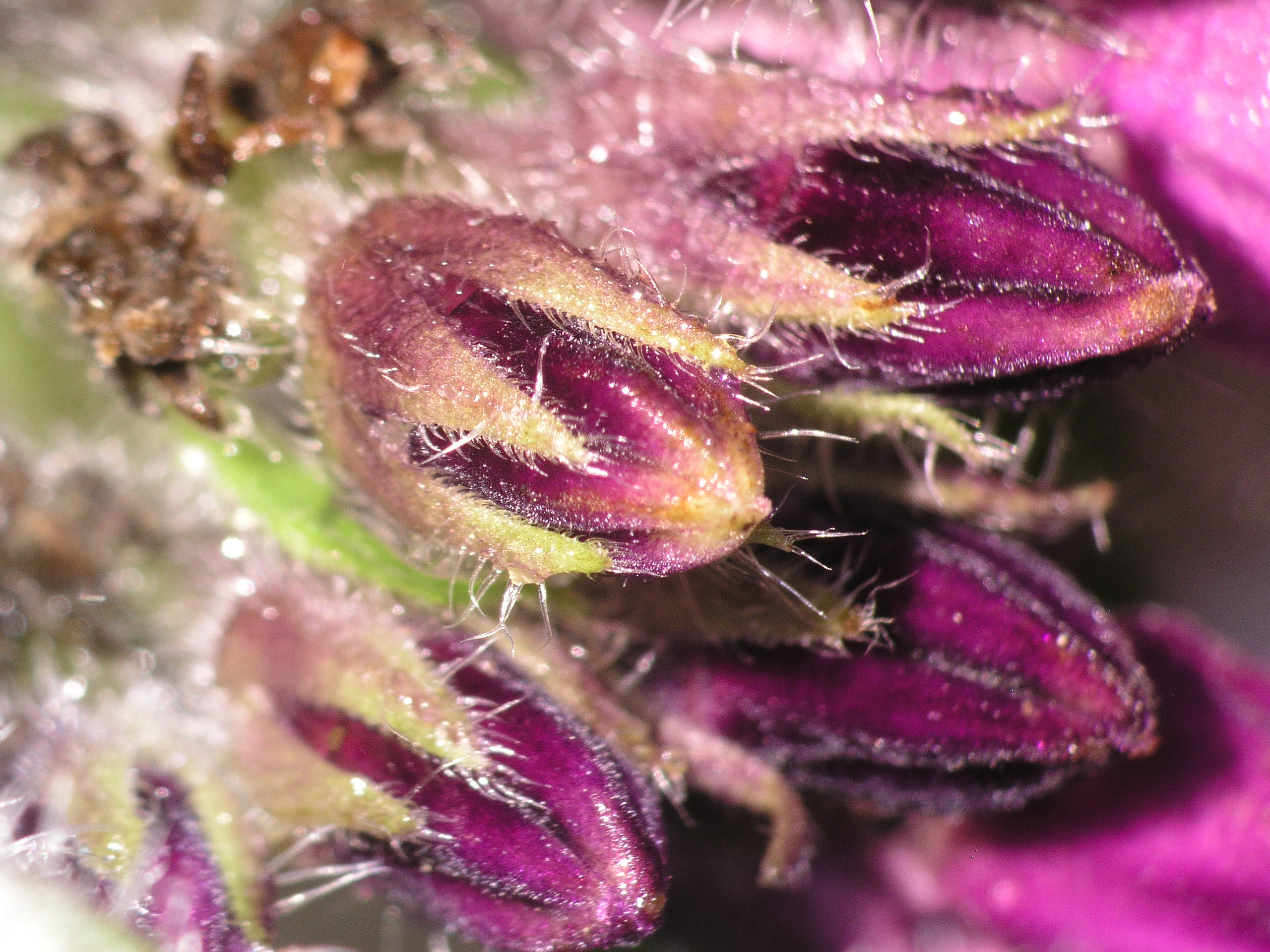
Blomknoppar
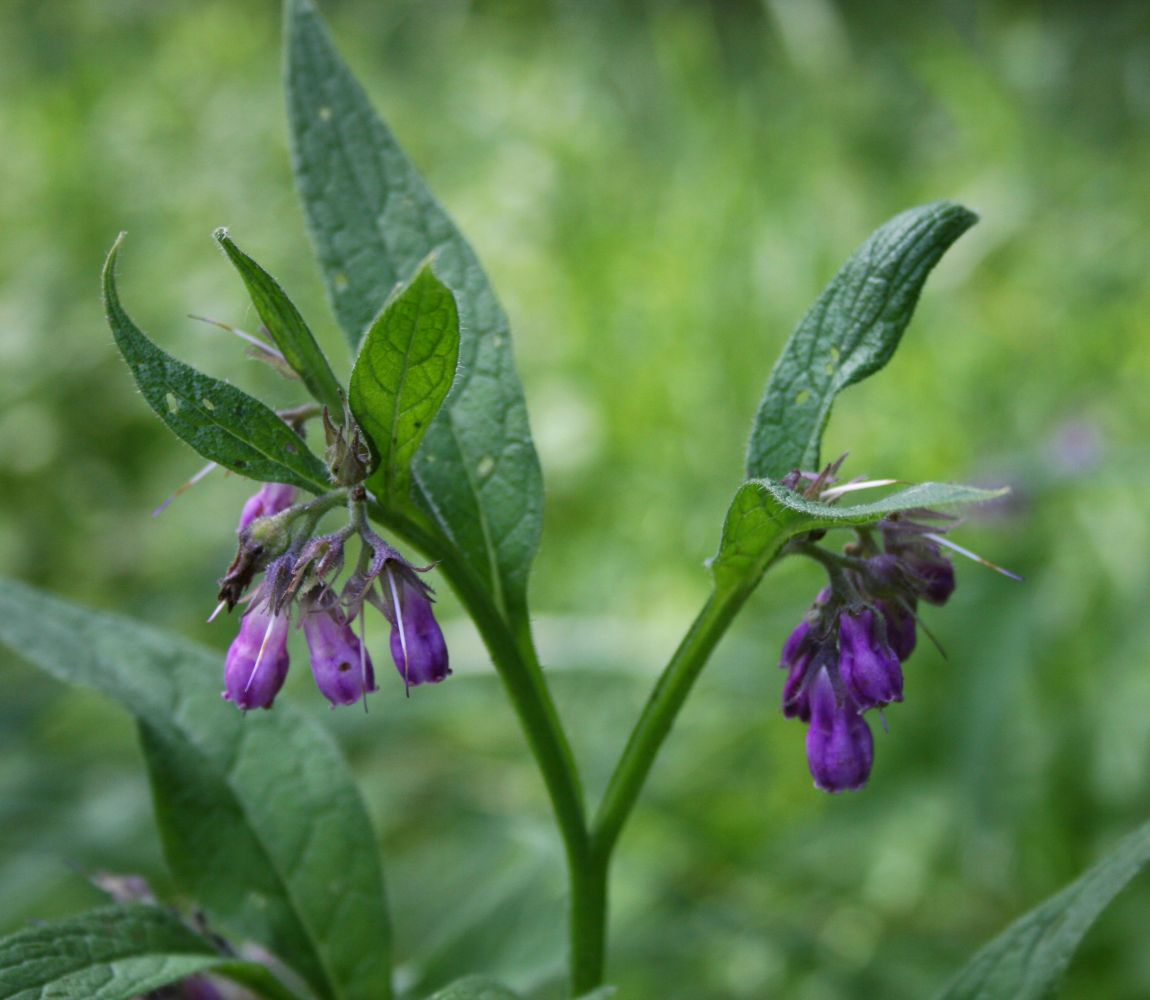
Foto: Franz Xaver
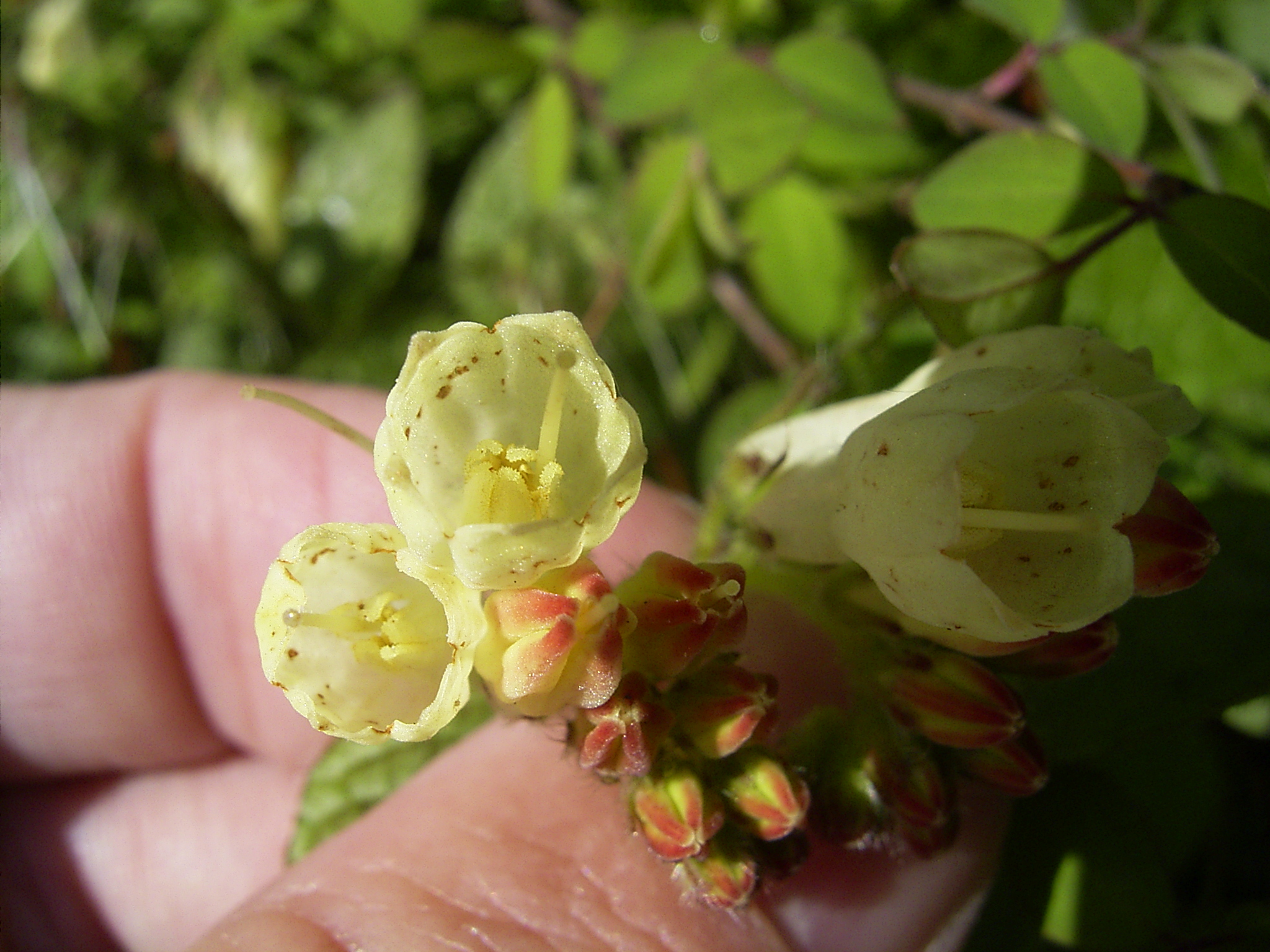
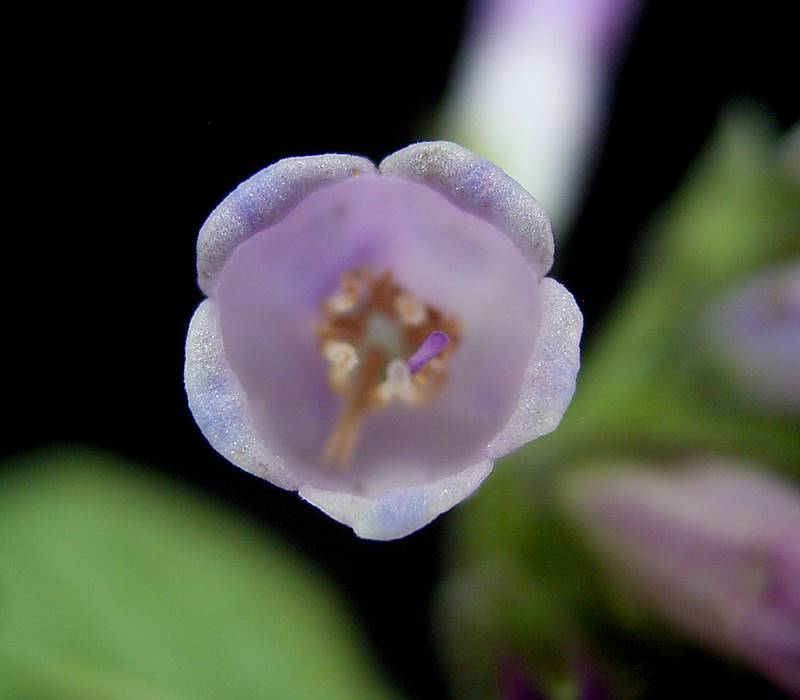
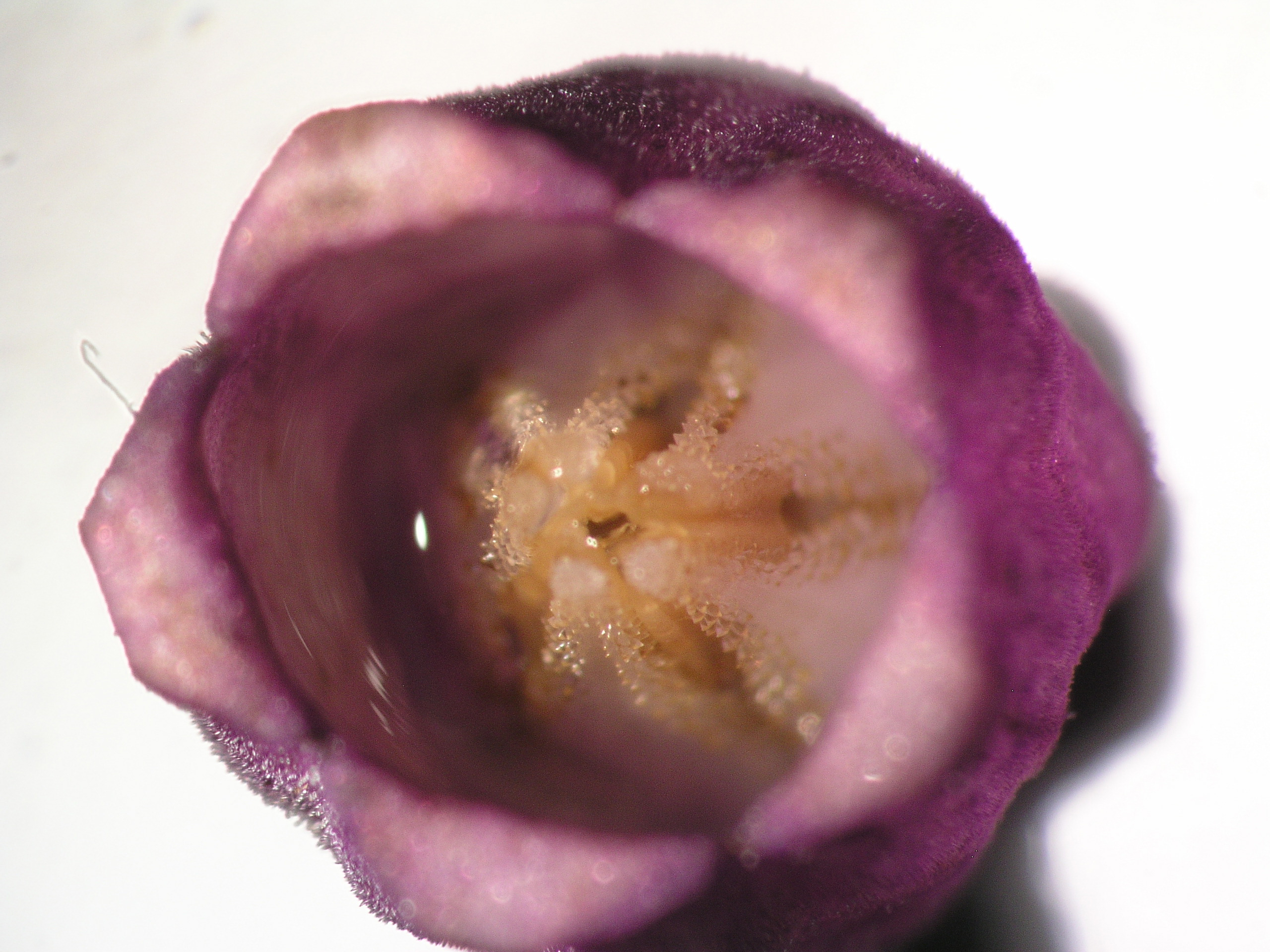
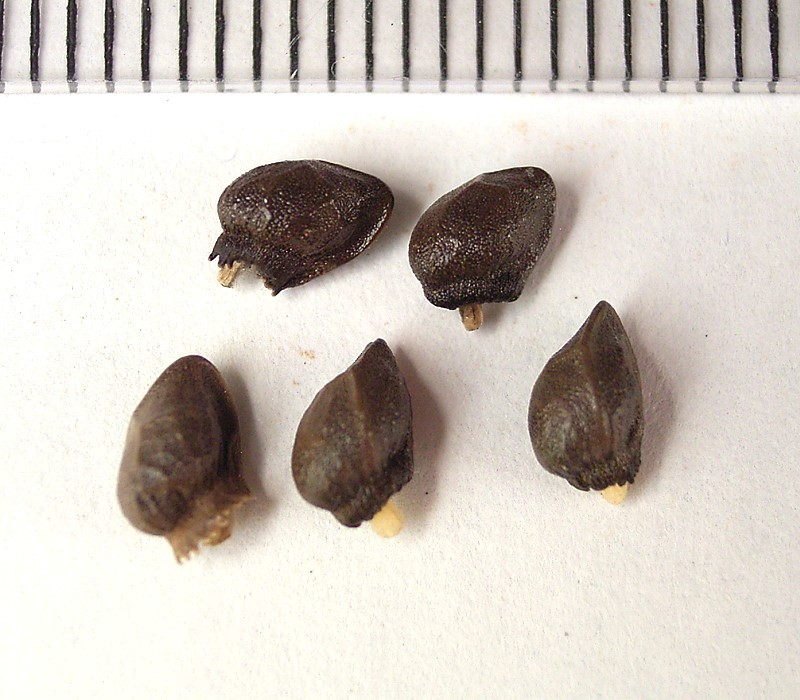
Frön
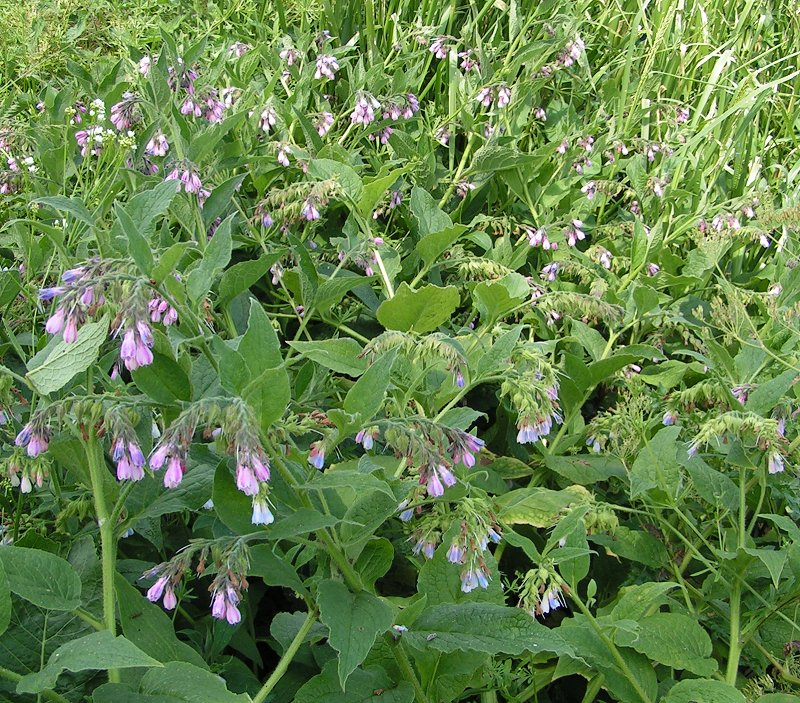
Symphytum × uplandicum

Färgvarianter hos blommor från äkta vallört, Symphytum officinale
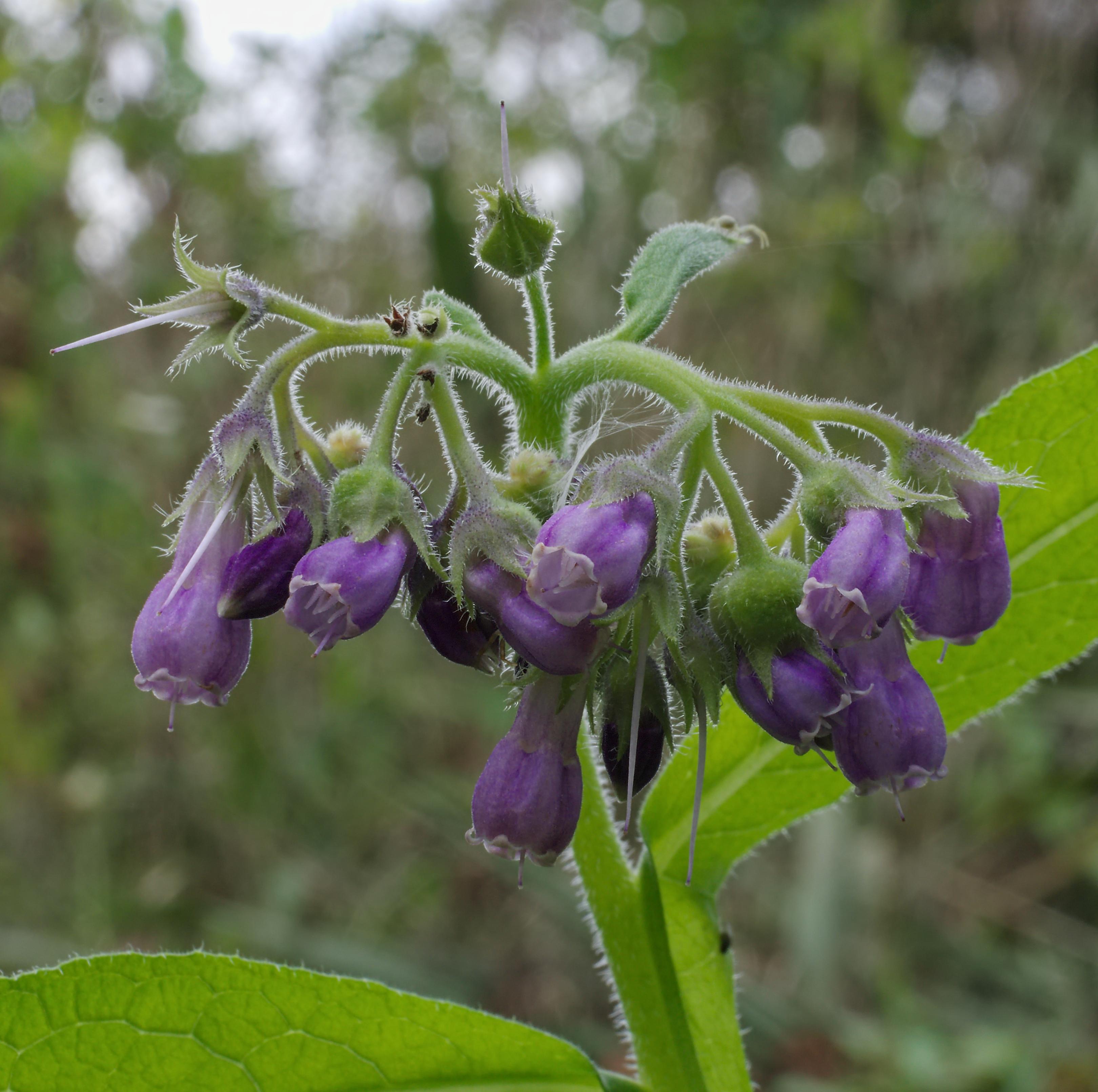
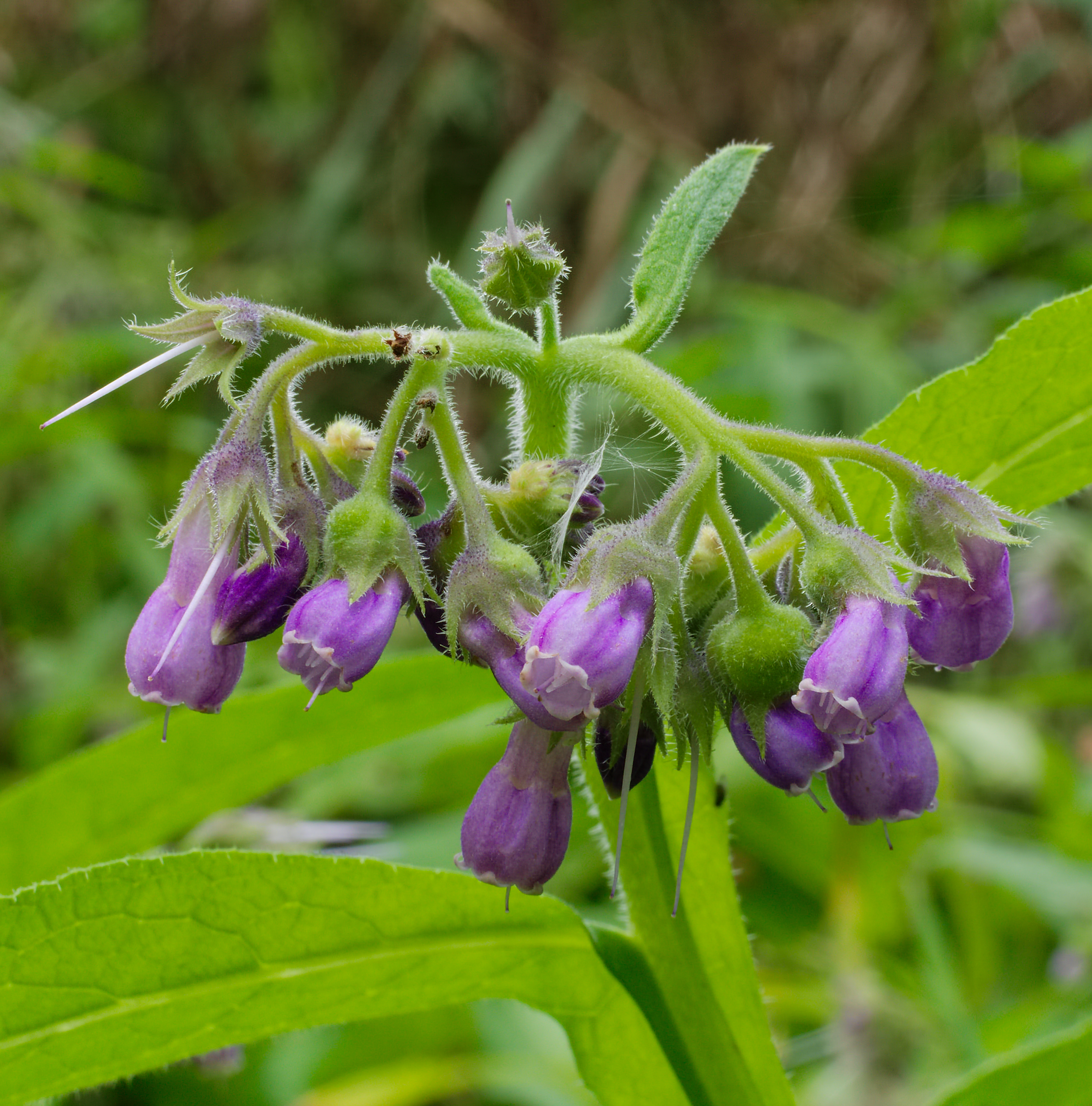
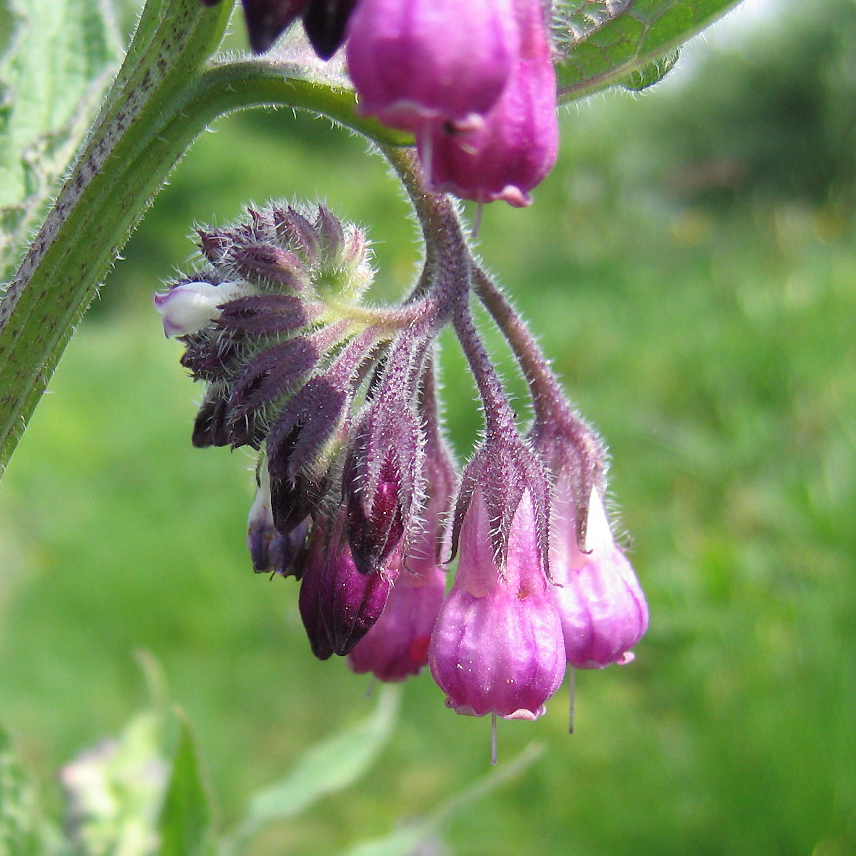
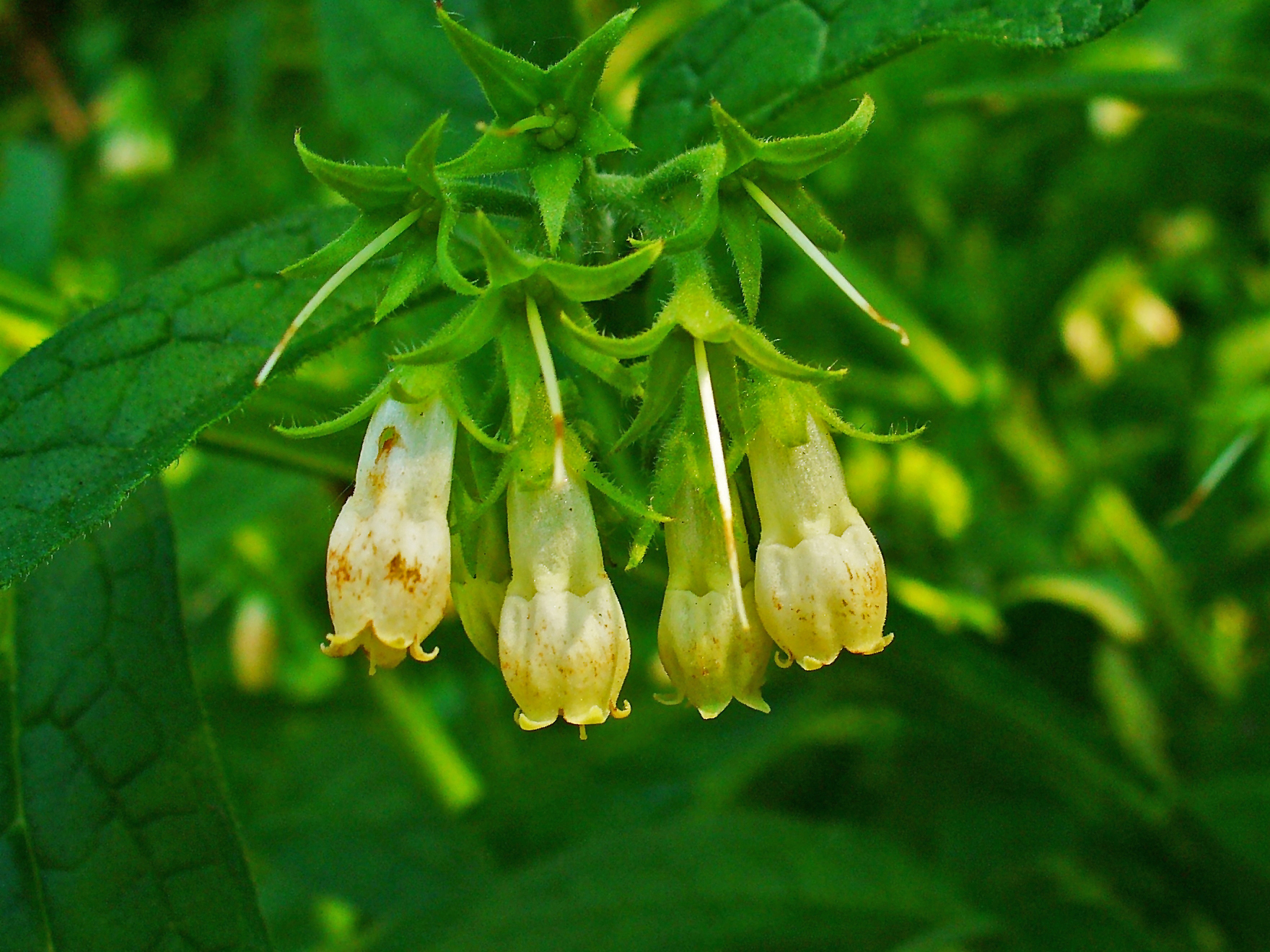
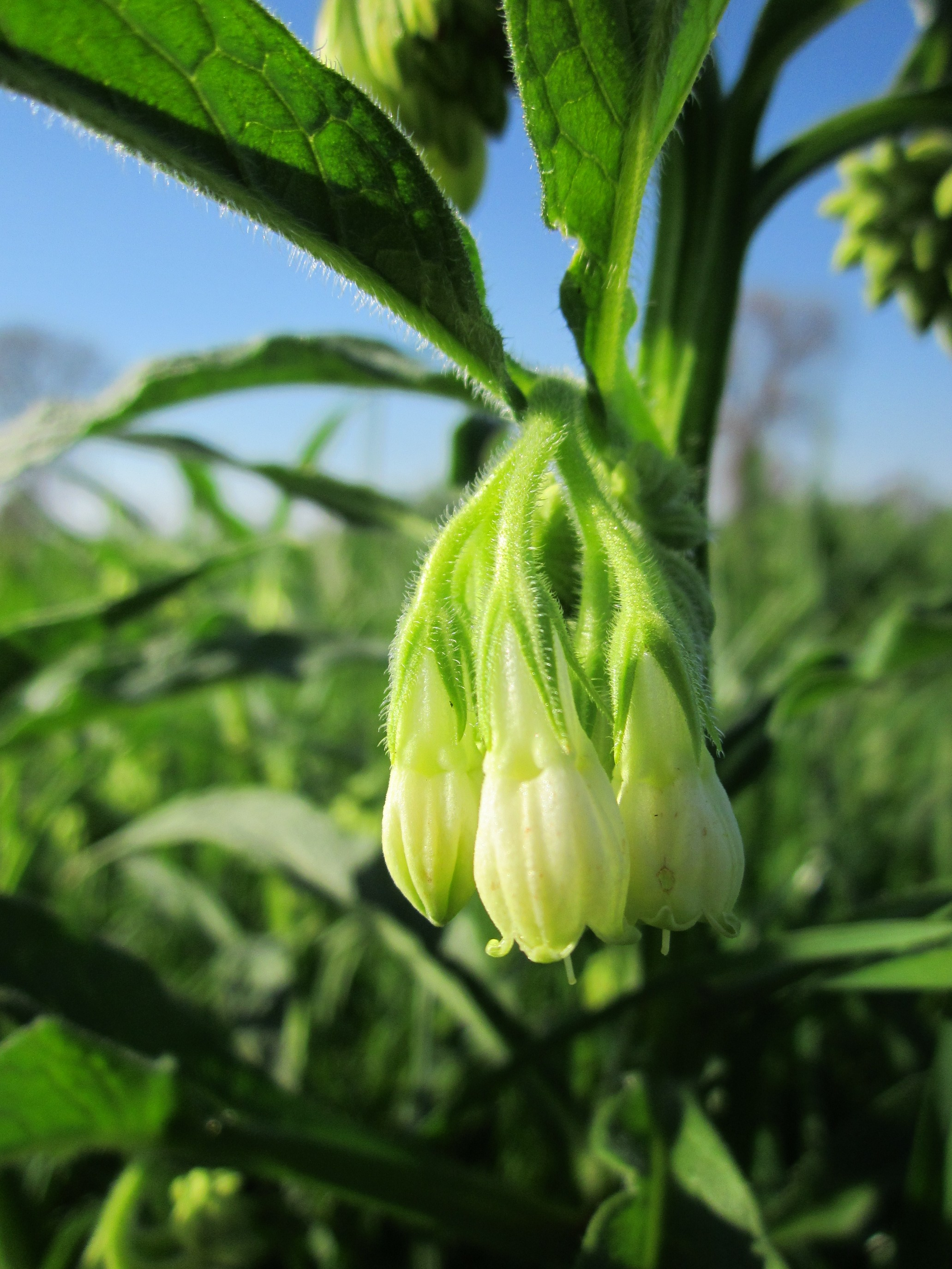